# Henri Curiel
Pour les articles homonymes, voir Curiel.
Henri Curiel, né le 13 septembre 1914 au Caire (Égypte) et mort assassiné le 4 mai 1978 à Paris, est un militant communiste et anticolonialiste.

## Biographie

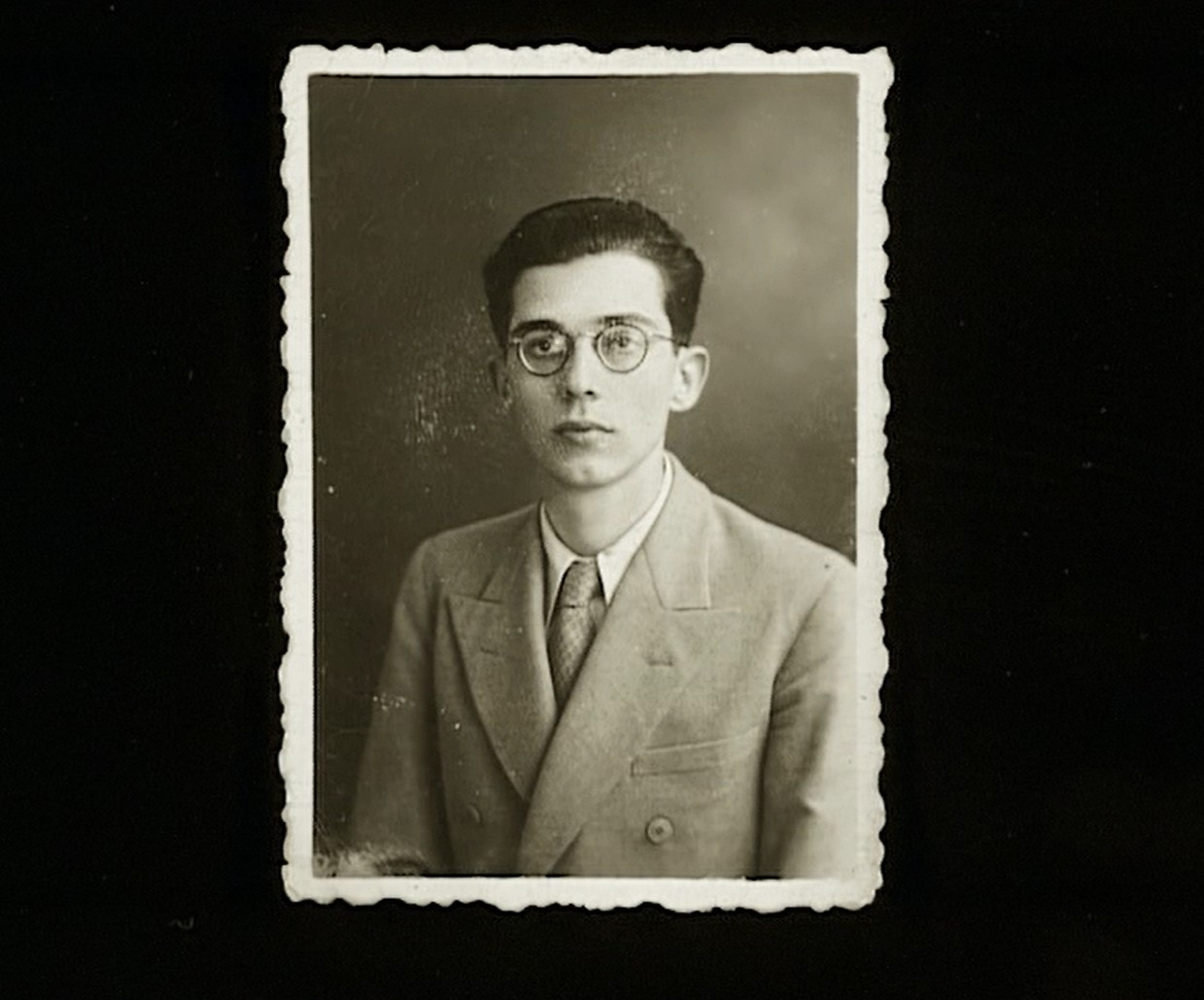
Henri Curiel jeune étudiant.

### Jeunesse
Henri Curiel, fils d'un banquier, est issu d'une famille juive séfarade et francophone de nationalité italienne établie en Égypte. Il fait ses études dans des établissements français du Caire, et, comme de « nombreux jeunes gens d'Europe, il lit André Malraux, Paul Nizan, le Gide des allers-retours, et s'intéresse au marxisme ».
Il fait en général un voyage tous les ans en France, mais c'est son frère Raoul qui est désigné pour aller y faire des études supérieures. Son père le retient pour travailler avec lui à la banque et ainsi lui succéder un jour. Cela n'est pas du tout à son goût mais il ne s'oppose pas à la volonté de son père.
Dandy de la bourgeoisie égyptienne, il rencontre Rosette Aladjem, elle aussi de confession juive, qui a suivi une formation d'infirmière avant d'obtenir une licence de lettres à l'université américaine du Caire. La jeune femme lui fait découvrir la pauvreté lorsqu'il l'accompagne pour aller soigner les paysans travaillant sur les terres de son père banquier. C'est ainsi qu'il rompt avec ses origines bourgeoises pour devenir anticolonialiste.
Lors de l'abolition des capitulations (en) il prend la nationalité égyptienne, bien qu'il ne parle pas couramment la langue arabe.

### Action politique en Égypte
Comme ses proches, Henri Curiel est antifasciste, alors que l'Italie, puis l'Allemagne basculent dans ce type de régime. Selon Alexandre Adler, « son engagement communiste était fait […] de culpabilité sociale intense et de foi quelque peu aveugle en la sagesse de l'Union soviétique. Son cousin George Blake, qu'il recruta semble-t-il précocement, fut l'un des plus célèbres agents doubles du KGB, au cœur de l'Intelligence Service ».
En septembre 1939, alors que la « drôle de guerre » a commencé, il tente vainement de s'engager dans l'armée française. La même année, il fonde l'Union démocratique et participe à la fondation des Amitiés françaises. Ce groupement soutient le général de Gaulle qui depuis Londres appelle à refuser l'armistice signé par le gouvernement de Philippe Pétain. La même année, avec son frère Raoul et le journaliste et écrivain surréaliste Georges Henein, il participe à l'émergence d'une avant-garde littéraire et artistique égyptienne, en fondant l'hebdomadaire Don Quichotte, « Journal des jeunes » engagé et novateur.
En 1942, alors que les troupes allemandes semblent proches de conquérir Le Caire et que la plupart des Égyptiens juifs quittent le pays, il décide de rester dans son pays pour organiser la résistance à une éventuelle occupation par les troupes de Rommel. Il est arrêté par la police égyptienne et connaît pour la première fois la prison.
Le 28 février 1943, il épouse Rosette Aladjem (1914-1995).
Il fonde en 1943 le Mouvement égyptien de libération nationale, une des organisations communistes égyptiennes qui, comme leurs rivales Iskra (Hillel Schwartz) et Libération du peuple (Marcel Israël), étaient principalement dirigées par des militants issus des minorités, en particulier des juifs, à l'instar des autres organisations communistes dans le Machrek, le PC syrien (longtemps dirigé par le Kurde Khalid Bagdache) ou le PC irakien (à forte coloration minoritaire chiite et chrétienne).
Malgré ce handicap, ces organisations jouent un rôle dans les grandes manifestations de 1946 qui aboutissent à l'évacuation des villes par les Britanniques. Henri Curiel passe par la prison à plusieurs reprises à la suite de grèves ou de manifestations qui ébranlent le régime.
Après une nouvelle période de détention de dix-huit mois, il est privé de sa nationalité égyptienne par le régime du roi Farouk, expulsé comme communiste le 26 août 1950, et vit ensuite en France jusqu'à sa mort.

### Soutien aux mouvements révolutionnaires et de libération nationale
Henri Curiel se veut un communiste orthodoxe. Débarqué à Gênes, il essaye de prendre contact avec le Parti communiste italien qui réserve un accueil glacial à ce militant beaucoup trop indépendant. Il passe clandestinement en France et prend contact avec le Parti communiste français, notamment grâce à André Marty, que sa famille avait hébergé en 1943 lors d'un passage au Caire. Mais les relations avec un parti qui ne tolère pas de déviance par rapport à ses prises de position vont rapidement se dégrader. C'est au même moment que Marty et Tillon sont accusés de déviationnisme. Cette campagne, qui s'accompagne d'exclusions dans tout le PCF contre les anciens résistants devenus trop indépendants, a pour but une reprise en main et prépare le retour de Maurice Thorez parti se faire soigner en URSS. Curiel est peu à peu écarté jusqu'à devenir un ennemi officiel du parti. La rupture définitive intervient en 1952. Le lieutenant-colonel Gamal Abdel Nasser prend la tête du Mouvement des officiers libres, un groupe de jeunes militaires qui renversent le roi Farouk le 23 juillet 1952, et proclament la république un an plus tard, mettant ainsi fin au royaume d'Égypte. Curiel, qui connaît personnellement plusieurs de ces officiers et qui les a probablement aidés à préparer l'action, approuve tout de suite le coup d'État, tandis que les organisations communistes – qui changeront de position par la suite – dénoncent initialement « un coup d'État fasciste ».
En mars 1956, alors que le PCF vote les pleins pouvoirs à Guy Mollet, lors du vote de la loi accordant les pleins pouvoirs à l'administration et à l'armée en Algérie[C'est-à-dire ?], Henri Curiel prend fait et cause pour les tenants d'une Algérie indépendante. Le journaliste Robert Barrat lui présente alors Francis Jeanson.

#### Réseaux de «porteurs de valises» pendant la guerre d'Algérie
Henri Curiel rejoint alors le réseau Jeanson des « porteurs de valises ». Son courage et son sens de l'organisation en font un membre très efficace. Après la mise à l'écart de Francis Jeanson au premier trimestre 1960, il devient le principal animateur du réseau. À la même époque il fonde le Mouvement anticolonialiste français.
Il est arrêté en octobre 1960 et passe dix-huit mois en prison à Fresnes où il continue à former les militants du mouvement qui sont détenus au même étage que lui. Malgré l'arrêté d'expulsion pris à son encontre par le ministère de l'Intérieur, la décision ne sera jamais appliquée.
Son nom figure comme « agent étranger S531916 » dans les dossiers de la DST et il est également sous la surveillance des autres agences occidentales de contre-espionnage, alors qu'il est soupçonné de travailler pour le KGB. Il continue néanmoins ses activités.

#### Fondateur de Solidarité
Henri Curiel met ensuite en place Solidarité, une organisation qui, à la fois, dispense une formation pratique aux militants des mouvements de lutte de libération nationale de l'époque, et accorde un soutien aux mouvements d'opposition démocratique du tiers-monde, tels le Congrès national africain (ANC) sud-africain ou l'Union des populations du Cameroun (UPC), et aussi aux mouvements d'extrême gauche présents dans différents pays d'Europe (en Espagne franquiste, au Portugal salazariste, contre la dictature des colonels en Grèce) et d'ailleurs (Chili de Pinochet). Il fournit une base arrière aux terroristes de la gauche radicale durant les « années de plomb » en Italie.
Ce réseau est notamment financé par l'Algérie jusqu'à la chute de Ben Bella. Les organisations envoyant leurs militants en formation prendront ensuite le relais.
L'organisation propose des stages de formation à la clandestinité, une assistance juridique aux prisonniers politiques, la fabrication de faux papiers ou encore des campagnes de sensibilisation de l'opinion publique via l'impression de publications engagées.
Après l'indépendance de l'Algérie, en juillet 1962, Henri Curiel et son frère Raoul offrent à l’État algérien la propriété familiale cairote située dans le faubourg de Zamalek, dont la valeur est estimée à 1 milliard de francs, une somme considérable pour l'époque. Cette résidence est devenue l'ambassade d'Algérie en Égypte.
En 1981, un rapport de la CIA accuse l'organisation de Curiel d'avoir « fourni un soutien à une grande variété d'organisations révolutionnaires de gauche du tiers monde », y compris « de faux documents, une aide financière, un refuge sûr avant et après leurs opérations ainsi que des formations illégales aux armes et explosifs en France ». Les auteurs commentent en outre que « l'association de son groupe avec des dirigeants non communistes et non violents, y compris des ecclésiastiques, a eu tendance à masquer la nature et l'étendue de ses opérations ». Il est à noter, que ce genre de pratique est également celle utilisée par la CIA elle-même[réf. nécessaire]. Exemple d'action CIA : en janvier 1982, Ronald Reagan approuve un plan de la CIA pour saboter des gazoducs en Russie (Roman Kupchinsky : « Analysis : The Recurring Fear of Russan Gas Dependency. Radio Free Europe/Radio Liberty, 11 mai 2006). l'opération est décrite dans les mémoires de Thomas Reed, ancien secrétaire à l'US Air Force et membre du National Security Council : « Afin de perturber l'approvisionnement en gaz soviétique [...] le logiciel du pipeline qui devait faire fonctionner les pompes, les turbines et les vannes a été programmé pour se détraquer [...] pour produire des pressions bien au-delà de celles acceptables pour les joints et les soudures des canalisations. Le résultat a été l'explosion et l'incendie, non nucléaires, les plus monumentaux jamais vus de l'espace ». (Thomas C. Reed, At the Abyss : An Insider's History of the Cold War, Presidio, 2005). Ces opérations sont nécessairement réalisées avec une logistique des plus performantes et un réseau d'« honorables correspondants » présents dans le pays cible.

### Tentatives de médiation dans le conflit israélo-palestinien
Il obtient également le rendez-vous entre Ben Bella et de Gaulle.
Dans le conflit israélo-palestinien, il joue un rôle de médiateur entre ceux qui veulent la paix dans les deux camps. C'est ainsi qu'il permet de nombreuses réunions discrètes entre des responsables, parfois haut placés dans la hiérarchie.
Selon Alexandre Adler, « il disposait du soutien direct de Youri Andropov ».

### Assassinat

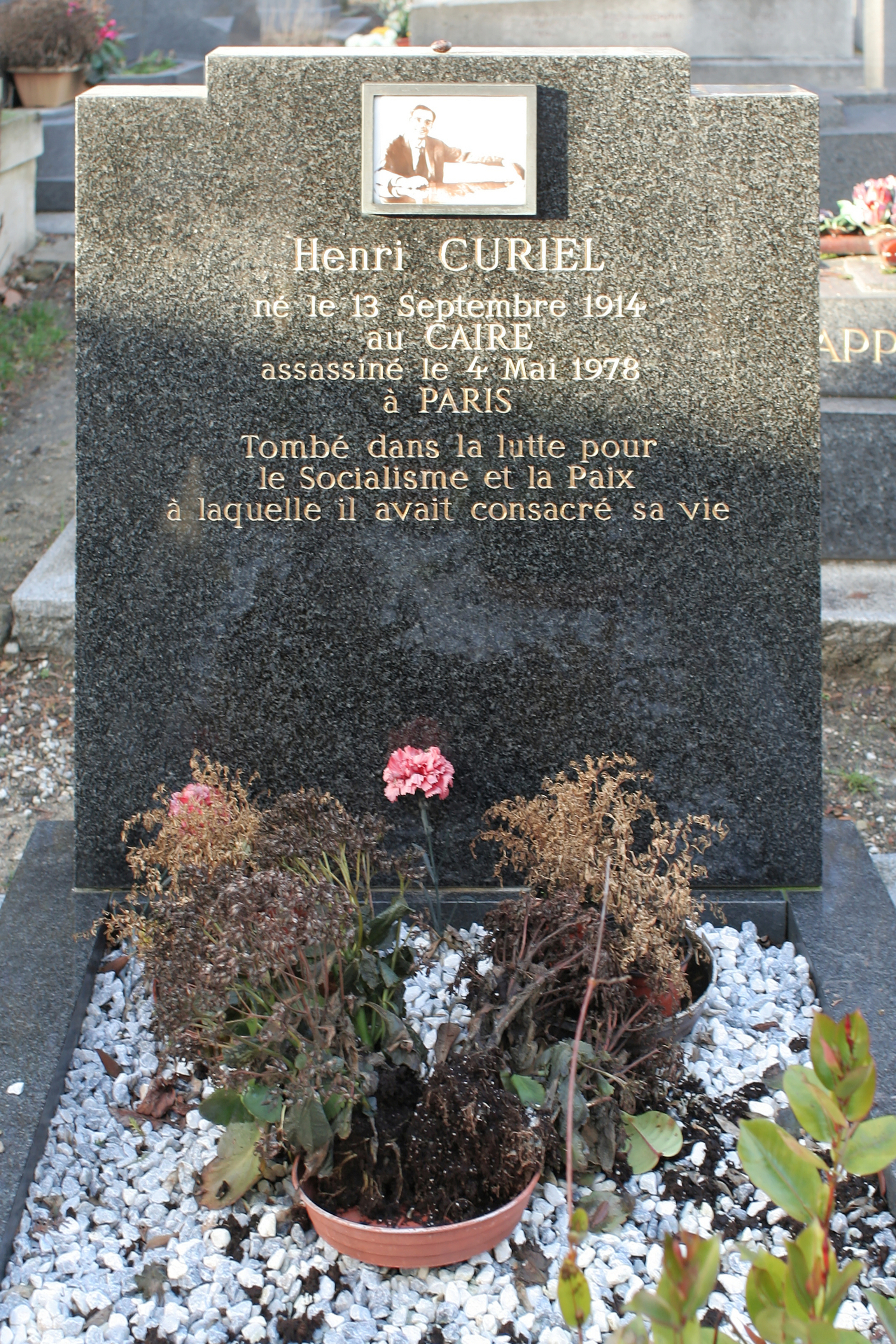
Tombe d'Henri Curiel au cimetière du Père-Lachaise.

Au cours de l'année 1976, le journaliste Georges Suffert, dans le magazine Le Point, est à l'origine d'une campagne de presse lancée contre lui. L'article l'accuse d'être le chef d'un réseau de soutien au terrorisme international dirigé par le KGB.
Le ministre de l'Intérieur Christian Bonnet assigne Henri Curiel à résidence à Digne le 25 octobre 1977, mais cette mesure ainsi que l'arrêté d'expulsion qui le visait sont levés le 12 janvier 1978.
Le 4 mai 1978, un commando de deux hommes s'introduit dans la cour de l'immeuble dans lequel il réside, 4, rue Rollin à Paris. À 14 heures, Henri Curiel descend pour se rendre à son cours de yoga. Il est abattu au pied de son ascenseur de quatre balles de pistolet Colt 45 (Colt 1911).
Les commandos Delta de l'OAS d'un côté, le Groupe Charles-Martel de l'autre, revendiquent l'attentat. Mais leur responsabilité réelle est fortement remise en question par les enquêtes ultérieures. 
De son côté, l'ancien commissaire Lucien Aimé-Blanc affirme dans son ouvrage L'Indic et le Commissaire qu'Henri Curiel aurait été la victime d'un commando incluant Jean-Pierre Maïone-Libaude, ex des commandos de l'OAS. Toujours est-il que les experts de la police établissent que le pistolet Colt 1911 de calibre 11,43mm est celui qui a été utilisé pour assassiner le 2 décembre 1977 Laïd Sebaï, gardien de nuit de l'Amicale des Algériens en Europe,.
Henri Curiel est inhumé le 11 mai 1978 au cimetière du Père-Lachaise (division 1) en présence de Jean Lacouture, Lionel Jospin et Henri Martin.
Le 4 juillet 1978 est créée l'Association Henri Curiel, présidée par le pasteur René Rognon, pour rétablir la vérité sur l'action menée par le militant communiste.
Les propos l'accusant de complicité avec le terrorisme tenus le 21 juin 1976, deux ans avant cet assassinat, par Georges Suffert, conseiller à la direction du Point, valent à ce dernier plusieurs actions engagées par la famille Curiel contre lui et différents journaux.
Le Figaro estime que « c'est avant tout dans les fichiers de la DST et des Renseignements généraux que les policiers de la Brigade criminelle espèrent trouver les éléments qui leur permettront d'orienter leurs recherches ».

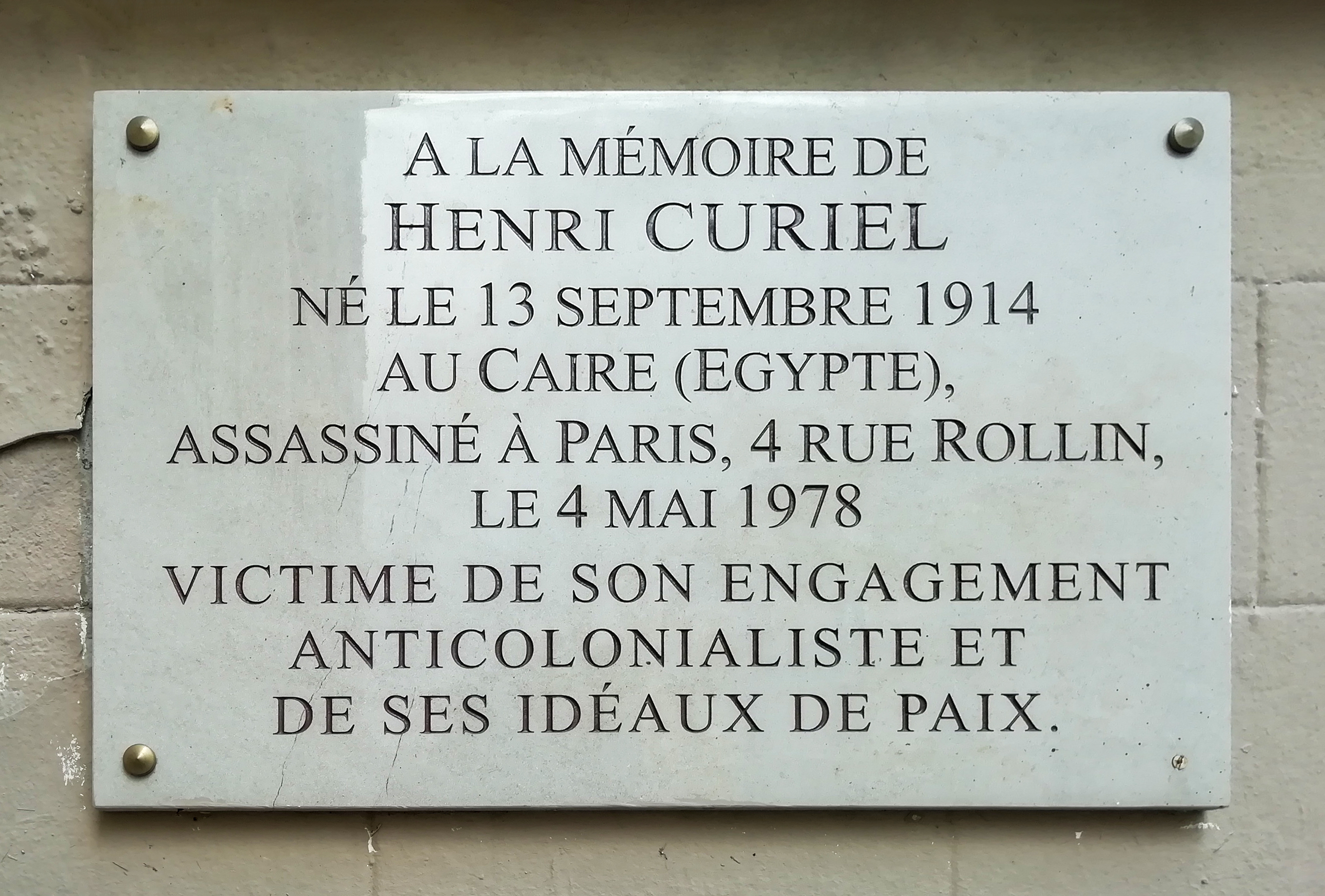
Plaque commémorative de l'assassinat d'Henri Curiel rue Rollin, Paris (disparue).

En avril 2015 paraît un livre, Le Roman vrai d'un fasciste français (éd. La Manufacture) qui retrace la vie et contient les confessions posthumes de René Resciniti de Says. Ce vieil activiste d'extrême droite, ancien parachutiste du 9e RCP, y revendique l'assassinat d'Henri Curiel. Il affirme avoir exécuté une « commande » passée par certains responsables de services français, notamment Pierre Debizet, à l'époque patron du SAC. Si René Resciniti de Says motive son crime comme une vengeance de l'Algérie française, les « services » auraient voulu éliminer le patron du réseau Solidarité. 
Marcel Leclerc, responsable de la Brigade criminelle au moment de l'assassinat, et qui avait en janvier 2010 mal réagi[pas clair] à ces aveux télévisés de René Resciniti de Says, en réclamant « que les témoins anonymes se démasquent », dans L'Express voit d'une certaine façon ses vœux exaucés. De son côté, le journal Le Nouvel économiste estime que si les mémoires de truands sont toujours à manipuler avec des pincettes, on peut cependant y découvrir les modalités et les commanditaires de l’assassinat du pacifiste Henri Curiel. Prescription oblige, l'affaire est classée en 2009, faute d'avoir pu identifier les meurtriers, mais la famille d'Henri Curiel veut rouvrir l'enquête à la suite de ce témoignage posthume.
En janvier 2018, la justice française rouvre l’enquête sur l’assassinat d’Henri Curiel, à la suite des aveux posthumes de René Resciniti de Says.
Le 25 avril 2019, une plaque commémorative est apposée en souvenir de l'assassinat d'Henri Curiel dans la rue Rollin, à Paris. Celle-ci disparait en novembre 2023, visiblement à la suite d'un vol.  
Le 21 octobre 2020, Marc Ducarre, ancien inspecteur du contre-espionnage (DST), est interpellé à son domicile, à proximité d’Aix-en-Provence. Il est soupçonné d’avoir fait partie du commando qui a tué Henri Curiel. Il est placé en garde à vue pour « assassinat, complicité d’assassinat et association de malfaiteurs en vue de la préparation d’un crime ». Il est remis en liberté le lendemain, sans poursuite. Ami de René Resciniti, ils ont servi tous les deux au 9e RCP puis ont combattu ensemble au Liban en 1976.

### Famille
Henri Curiel est le père du journaliste Alain Gresh et le cousin de l'espion et agent double George Blake, qui déclare en 1991 avoir été fortement influencé par son cousin communiste égyptien.

### Filmographie
- Henri Curiel, itinéraire d'un combattant de la paix et de la liberté, film de Mehdi Lallaoui
- Henri Curiel, un crime politique, film de Jean-Charles Deniau et Khaled Melhaa, Canal+, 2008

### Articles de presse
- Jean-Marie Domenach, « L'affaire Curiel », Le Monde, 16-17-18 mai 1981 (repris dans Esprit, juillet 1998, p. 23-28)
- Alexandre Adler, « Henri Curiel, vingt ans après », Le Monde, 4 mai 1998. Voir aussi Le Peuple-monde. Destins d'Israël, Paris, éd. Albin Michel, 2011, p. 155-160
- Gilles Perrault, « Henri Curiel, citoyen du tiers-monde », Le Monde diplomatique, avril 1998
- Uri Avnery, « L’idéaliste silencieux », Le Monde diplomatique, avril 1998
- Serge Quadruppani, « La double peine d’Henri Curiel », Article XI, 28 août 2009